# Ентоні Бабінгтон
Ентоні Бабінґтон (англ. Anthony Babington; 1561—1586) — очільник змови з метою звільнення з ув'язнення Марії Стюарт, яку тримала в Шеффілдського замку в  Англії під невсипущим наглядом королеви Англії і Ірландії Єлизавети I. Вбивство останньої змовники також мали на меті.

## Життєпис
Ентоні Бабінґтон народився 24 жовтня 1561 у стародавній шляхетній родині в графстві Дербішир.
Як честолюбний і полум'яний католик Е. Бабінгтон в цю змову був залучений разом зі своїм помічником, священиком семінарії в Реймсі Саведжі. Крім самої Марії Стюарт, у змову був посвячений і король  Іспанії Філіп II).
Перебуваючи в ув'язненні, в 1586 році (за допомогою свого наглядача Еміас Паулета, Марія Стюарт вступила з Бабінгтоном у вельми ризиковане і необережне листування, в якій детально обговорювався план її звільнення і замаху на життя її суперниці — королеви англійської Єлизавети. Але начальнику розвідки і контррозвідки її величності, члену Таємної ради і міністру Френсісу Волсингему вдалося перехопити це листування і виявити всі нитки змови. На підставі наявних у нього доказів, відданий королеві контррозвідник заарештував змовників.
Ентоні Бабінґтон і тринадцять його спільників були страчені 20 вересня 1586 року. В'язнів, що знаходилися в фортеці Тауер, прив'язали до екіпажів і провели через усе місто, після чого четвертували на ешафоті, спеціально зведеному для цієї страти в Голборні. Частини тіл змовників були розкладені по всьому Лондону, як наука тим, хто відчував сумніви в необхідності бути лояльним чинної влади.
П'ять місяців потому відбулася страта Марії Стюарт. Головним викривальним свідченням проти неї стали листи, якими вона обмінювалася з Бабінгтоном.
Листи змовників були опубліковані в «Historische Zeitschrift» (том 52)

## Актори які зіграли Бабінґтона
- Едді Редмейн зіграв Бабінґтона в 2007 році у фільми Елізабет: Золота доба.
- Джеффрі Стрітфілд зіграв Бабінґтона в міні серіалі HBO, Єлизавета I[en], в якому знімалась Гелен Міррен.
- Девід Колінґс[en] зіграв Бабінґтона в 1971 у міні серіалі BBC — Елізабет Р[en].